# Секуринега
Секурине́га (лат. Securinéga) — род цветковых растений из семейства Молочайные.

## Описание
Двудомные кустарники. Листья цельные. Цветки без цветоножек, располагаются в пазухах листьев с 5—7-членной чашечкой, венчик отсутствует. Семена c эндоспермом, темные и гладкие, яйцевиднной формы.

## Систематика
Род относят к подтрибе Securineginae трибы Bridelieae подсемейства Phyllanthodae либо семейства молочайные, либо семейства филлантовые. В мировой флоре в составе рода насчитывают 5 видов:
- Securinega antsingyensis Leandri
- Securinega capuronii Leandri
- Securinega durissima J.F.Gmel.
- Securinega perrieri Leandri
- Securinega seyrigii Leandri

Вид Секуринега полукустарниковая (Securinega suffruticosa (Pall.) Rehder) перенесён в род Flueggea.

## Распространение
Представители рода встречаются на Мадагаскаре, Реюньоне и Маврикии.